# Старе Поле (Поморське воєводство)
Старе Поле (пол. Stare Pole) — село в Польщі, у гміні Старе Поле Мальборського повіту Поморського воєводства.
Населення — 1886 осіб (2011).
У 1975-1998 роках село належало до Ельблонзького воєводства.

## Демографія
Демографічна структура станом на 31 березня 2011 року:
|          | Загалом | Допрацездатний вік | Працездатний вік | Постпрацездатний вік |
| -------- | ------- | ------------------ | ---------------- | -------------------- |
| Чоловіки | 919     | 194                | 651              | 74                   |
| Жінки    | 967     | 175                | 626              | 166                  |
| Разом    | 1886    | 369                | 1277             | 240                  |